# Finn Stam
Finn Stam (Zaandam, 13 aprile 2003) è un calciatore olandese, difensore del Groningen in prestito dall'AZ Alkmaar.

## Carriera
Stam è cresciuto nei settori giovanili di Ajax e AZ Alkmaar. Ha debuttato a livello professionistico il 18 marzo 2022 con la maglia del Jong AZ Alkmaar nell'incontro di Eerste Divisie vinto 1-0 contro lo Jong Utrecht ed il 28 aprile 2023 ha segnato il suo primo gol contro il MVV. Ha debuttato in prima squadra il 2 marzo 2024 nel secondo tempo dell'incontro di Eredivisie pareggiato 1-1 contro lo Sparta Rotterdam.
Il 10 luglio 2024 è stato ceduto in prestito per una stagione al neopromosso Groningen.

## Statistiche

### Presenze e reti nei club
Statistiche aggiornate al 30 agosto 2024.’’
| Stagione        | Squadra         | Campionato      | Campionato | Campionato | Coppe nazionali | Coppe nazionali | Coppe nazionali | Coppe continentali | Coppe continentali | Coppe continentali | Altre coppe | Altre coppe | Altre coppe | Totale | Totale |
| Stagione        | Squadra         | Comp            | Pres       | Reti       | Comp            | Pres            | Reti            | Comp               | Pres               | Reti               | Comp        | Pres        | Reti        | Pres   | Reti   |
| --------------- | --------------- | --------------- | ---------- | ---------- | --------------- | --------------- | --------------- | ------------------ | ------------------ | ------------------ | ----------- | ----------- | ----------- | ------ | ------ |
| 2021-2022       | Jong AZ Alkmaar | 1D              | 3          | 0          |                 | -               | -               |                    | -                  | -                  |             | -           | -           | 3      | 0      |
| 2022-2023       | Jong AZ Alkmaar | 1D              | 23         | 1          |                 | -               | -               |                    | -                  | -                  |             | -           | -           | 23     | 1      |
| 2023-2024       | Jong AZ Alkmaar | 1D              | 36         | 3          |                 | -               | -               |                    | -                  | -                  |             | -           | -           | 36     | 3      |
| 2023-2024       | AZ Alkmaar      | ED              | 1          | 0          | CO              | 0               | 0               |                    | -                  | -                  |             | -           | -           | 1      | 0      |
| 2024-2025       | Groningen       | ED              | 4          | 0          | CO              | 0               | 0               |                    | -                  | -                  |             | -           | -           | 4      | 0      |
| Totale carriera | Totale carriera | Totale carriera | 67         | 4          |                 | 0               | 0               |                    | -                  | -                  |             | -           | -           | 67     | 4      |

## Palmarès

### Club

#### Competizioni giovanili
- UEFA Youth League: 1

AZ Alkmaar: 2022-2023